# خاردارماهی لب‌کبوتری
خاردارماهی لب‌کبوتری (نام علمی: Cyclichthys orbicularis) نام یک گونه از سرده ماهی‌های قورباغه‌ای بادکنکی است.